# Pierre Mousson
Pierre Mousson SJ (latinisiert Petrus Mussonius; * 1559 in Verdun; † 3. Oktober 1637 in Orléans) war ein französischer Jesuit, Rhetorikprofessor und Tragödiendichter.

## Leben und Wirken
Pierre Mousson trat im Jahr 1576 trat in den Jesuitenorden ein und studierte anschließend Literatur, Philosophie und Theologie. Nach einer längeren Lehrtätigkeit am Collège de Verdun (heute: Collège Buvignier) und am Collège de l’Arc in Dôle wurde er im Jahr 1594 Nachfolger des Rhetorikprofessors P. Louis Rivier an der Universität Pont-à-Mousson an. Dort unterrichtete er nach eigenen Angaben 5 Jahre lang. Im Jahr 1604 wechselte er an das neu errichtete Collège Henri-IV de La Flèche und unterrichtete dort als Rhetorikprofessor, bevor er von 1612 bis 1617 Studienpräfekt tätig war. In dieser Zeit war auch René Descartes Schüler in La Flèche. Auf Grund seiner Verdienste stellte ihm im Jahr 1620 der Generalsuperior der Societas Jesu Claudio Acquaviva die Wahl des Alterswohnsitzes frei. Mousson entschied sich für das Collège de Orléans, wo er 1637 auch verstarb.
Während andere Rhetorikprofessoren das Abfassen, Einstudieren und Aufführen von Dramen nur als einen Teil ihrer Tätigkeit ansahen, nehmen die Theaterstücke im Werk von Mousson eine zentrale Rolle ein. Außer einem lateinischen Bericht über den Tod des Marquis Guillaume Fouquet de la Varenne sind neben ihnen keine weiteren Werke bekannt. Mousson hat als erster französischer Autor in bedeutendem Umfang lateinische Schuldramen auf die Bühne eines Jesuitenkollegs gebracht. Während seiner Zeit in Pont-à-Mousson sind in den Repertorien die Aufführungen von fünf lateinischen Tragödien belegt: Eustachius sei Placidas Repertus; Catharina rota diffracta convulsaque Victrix; Iosephus agnitus; Mauritius Imperator purgatus; Antiochus furens, aut evisceratus.
Für das Jahr 1601 ist die Aufführung eines Darius victus ab Alexandro verzeichnet, dessen Wiederaufführung im Jahr 1618 zwei ganze Tage in Anspruch nahm. Rudolf Rieks vermutet, dass dieses Stück mit dem späteren Darius proditus zumindest teilweise identisch ist, da es sich hierbei mit 2394 Versen auch um Moussons längstes Werk handelt. Während die frühen Werke Moussons nicht erhalten sind, sind aus der Zeit seiner Tätigkeit in La Flèche vier weitere Tragödien überliefert, die auf biblischen, antiken und kirchengeschichtlichen Stoffen basieren: Pompeius Magnus; Croesus liberatus; Cyrus punitus; Darius proditus.
Die Tragödien von La Flèche umfassen insgesamt 7808 Verse und sind im Jahr 1621 bei Georges Griveau gedruckt worden. In dieser Ausgabe kündigte Mousson den Druck von vier weiteren Tragödien an: Chlodovaeus unctus; Alaricus superatus; Antiochus furens; Amanus suspensus. Warum dieser weitere Band, dessen Werke wohl druckfertig vorlagen, nie erschienen ist, ist unbekannt.

## Ausgaben
- Tragoediae seu diversarum gentium et imperiorum magni principes dati in theatrum collegii regii Henrici magni auctore P. Petro Mussonio, Virdunensi, S.J. Flexiae apud G. Griveau, 1621
- Rudolf Rieks, Klaus Geus (Hrsg.): Petrus Mussonius: Tragoediae. Die lateinischen Tragödien von Pierre Mousson S. J. (= Classica et Neolatina, Band 2). Peter Lang, Frankfurt/M. u. a. 2000, ISBN 3-631-35178-X.
- Bernhard Paul (Hrsg.): Petrus Mussonius, „Pompeius Magnus“ – eine neulateinische Tragödie. Text, Übersetzung und Interpretation (= Beiträge zur Altertumskunde, Band 325). De Gruyter, Berlin/Boston 2013, ISBN 978-3-11-031357-4